# Алиев, Тайфур Нариман оглы
Тайфур Нариман оглы Алиев (азерб. Tayfur Nəriman oğlu Əliyev; род. 1 января 1997, Нахичевань) — азербайджанский боксёр-любитель и профессионал, выступающий в весовой категории до 56 кг. Член национальной сборной Азербайджана, участник Олимпийских игр 2020 года, бронзовый призёр Европейских игр (2015), бронзовый призёр чемпионата мира среди военнослужащих (2021). Принимал участие на чемпионатах мира 2015 и 2019 годов и чемпионатах Европы 2017 и 2019 годов в любителях. Брат боксёра Сархана Алиева.

## Биография
Тайфур Алиев родился 1 января 1997 года в городе Нахичевань.
В 2015 году завоевал бронзу в весовой категории до 56 кг на I Европейских играх в Баку. В 1/8 финала Алиев победил румына Адриана Николае, а в четвертьфинале ему удалось одолеть датчанина Фредерика Йенсена. В полуфинале же Алиев уступил представителю России Бахтовару Назирову со счетом 2:1.
На дебютных для себя летних Олимпийских играх 2020 в Токио Тайфур Алиев, который состязался в категории до 57 кг, первым из азербайджанских боксёров вышел на ринг, но проиграл первый же бой Нгуену Ван Дуонгу из Вьетнама со счётом 2:3 и завершил выступление. Несмотря на то, что в концовке первого раунда Алиев оказался в нокдауне, но зато победил здесь по очкам, спортивные обозреватели назвали финальное решение судей, отдавших победу вьетнамскому боксёру, довольно спорным, считая, что во втором раунде Тайфур ни в чем не уступал сопернику, но все судьи отдали победу вьетнамцу.

## Награды
29 июня 2015 года Президент Азербайджана Ильхам Алиев подписал распоряжения о награждении победителей первых Европейских игр и лиц, внёсших большой вклад в развитие спорта в Азербайджане. Тайфур Алиев за большие достижения на первых Европейских играх и заслуги в развитии спорта в Азербайджане был удостоен медали «Прогресс».